# Wise County (Texas)
Das Wise County ist ein County im Bundesstaat Texas der Vereinigten Staaten. Das U.S. Census Bureau hat bei der Volkszählung 2020 eine Einwohnerzahl von 68.632 ermittelt. Der Verwaltungssitz (County Seat) ist Decatur.

## Geographie
Das County liegt nordöstlich des geographischen Zentrums von Texas, ist etwa 40 km von Oklahoma entfernt und hat eine Fläche von 2390 Quadratkilometern, wovon 47 Quadratkilometer Wasserfläche sind. Es grenzt im Uhrzeigersinn an folgende Countys: Montague County, Cooke County, Denton County, Tarrant County, Parker County und Jack County.

## Geschichte
Wise County wurde 1856 aus Teilen des Cooke County gebildet. Benannt wurde es nach Henry A. Wise, einem Mitglied des US-Repräsentantenhauses und 38. Gouverneur von Virginia.

## Demografische Daten

Alterspyramide des Wise County

Nach der Volkszählung im Jahr 2000 lebten im Wise County 48.793 Menschen in 17.178 Haushalten und 13.467 Familien. Die Bevölkerungsdichte betrug 21 Einwohner pro Quadratkilometer. Ethnisch betrachtet setzte sich die Bevölkerung zusammen aus 91,01 Prozent Weißen, 1,23 Prozent Afroamerikanern, 0,75 Prozent amerikanischen Ureinwohnern, 0,22 Prozent Asiaten, 0,04 Prozent Bewohnern aus dem pazifischen Inselraum und 5,03 Prozent aus anderen ethnischen Gruppen; 1,71 Prozent stammten von zwei oder mehr Ethnien ab. 10,76 Prozent der Einwohner waren spanischer oder lateinamerikanischer Abstammung.
Von den 17.178 Haushalten hatten 38,2 Prozent Kinder oder Jugendliche, die mit ihnen zusammen lebten. 66,1 Prozent waren verheiratete, zusammenlebende Paare 8,2 Prozent waren allein erziehende Mütter und 21,6 Prozent waren keine Familien. 18,3 Prozent waren Singlehaushalte und in 7,1 Prozent lebten Menschen im Alter von 65 Jahren oder darüber. Die durchschnittliche Haushaltsgröße betrug 2,77 und die durchschnittliche Familiengröße betrug 3,14 Personen.
28,3 Prozent der Bevölkerung war unter 18 Jahre alt, 7,8 Prozent zwischen 18 und 24, 30,2 Prozent zwischen 25 und 44, 23,0 Prozent zwischen 45 und 64 und 10,6 Prozent waren 65 Jahre alt oder älter. Das Durchschnittsalter betrug 36 Jahre. Auf 100 weibliche Personen kamen 101,5 männliche Personen und auf 100 Frauen im Alter von 18 Jahren oder darüber kamen 99,4 Männer.
Das jährliche Durchschnittseinkommen eines Haushalts betrug 41.933 USD, das Durchschnittseinkommen einer Familie betrug 47.909 USD. Männer hatten ein Durchschnittseinkommen von 35.913 USD, Frauen 23.434 USD. Das Prokopfeinkommen betrug 17.729 USD. 7,5 Prozent der Familien und 9,9 Prozent der Einwohner lebten unterhalb der Armutsgrenze.

## Städte und Gemeinden
| - Alvord - Aurora - Boyd - Bridgeport | - Chico - Crafton - Decatur - Greenwood | - Lake Bridgeport - Newark - Paradise | - Rhome - Runaway Bay - Slidell |